# Semih Kaya
Semih Kaya, född 24 februari 1991, är en turkisk före detta fotbollsspelare. Han spelade under sin karriär för det turkiska landslaget.

## Karriär
Den 29 september 2020 värvades Kaya av Yeni Malatyaspor, där han skrev på ett tvåårskontrakt. Den 3 februari 2022 blev Kaya klar för en återkomst i Galatasaray.
Den 12 augusti 2022 meddelade Kaya att han avslutade sin fotbollskarriär.